# Bent Noack
Bent Wenzel Noack (22. august 1915 i Vovlund, Rind Sogn ved Herning – 24. oktober 2004 i Løgumkloster) var en dansk teolog, provst, professor, forfatter og rektor for Præstehøjskolen i Løgumkloster 1977-1985.
Han var søn af biskop Carl W. Noack.
Noack blev dr.theol 1948 på afhandlingen Satanas und Sotería : Untersuchungen zur neutestamentlichen Dämonologie. Han var ansat ved Aarhus Universitet 1942-1955 og professor i Ny Testamente ved Københavns Universitet 1955-1977. Rektor for Præstehøjskolen 1977-1985. Forfatter til en lang række bøger inden for næsten alle områder af teologien. Medredaktør på Bibelen i kulturhistorisk lys (1968-1971).
Medarbejder ved den danske bibeloversættelse af 1992.
Bent Noack var landsformand for partiet Liberalt Centrum i 1965-69, og han var medstifter af det EU-kritiske Nødvendigt Forum i 1989.
Han var far til rigsarkivar Johan Peter Noack.

## Udvalgte værker
- Det Nye Testamente og de første kristne årtier. Gads Forlag 1962.
- Markusevangeliets lignelseskapitel. Gads Forlag 1965.
- Gads danske Bibelleksikon. Gads Forlag 1965.
- Kommentarhæfte til første Korinterbrev. Gads Forlag 1967.
- Tegnene i Johannesevangeliet. Gads Forlag 1974.
- Helvedstorm og himmelfart : Stykker af oldengelsk kristen digtning. Gads Forlag 1983.
- Fra det exegetiske værksted. Gads Forlag 1992.